# Сврхе
Сврхе (алб. Sferkë) је насеље у општини Клина, Косово и Метохија, Република Србија.

## Становништво
| Демографија | Демографија | Демографија |
| Година      | Становника  | Становника  |
| ----------- | ----------- | ----------- |
| 1948.       | 761         |             |
| 1953.       | 860         |             |
| 1961.       | 1.013       |             |
| 1971.       | 1.222       |             |
| 1981.       | 1.842       |             |
| 1991.       | 2.512       |             |